# Championnat de Lituanie de football 2021
Navigation
A Lyga 2020 A Lyga 2022
La saison 2021 de la A Lyga est la 32e édition de la première division lituanienne. Dix équipes prennent part à la compétition cette année-là et sont confrontées entre elles à quatre reprises, deux fois à domicile et deux fois à l'extérieur.
La compétition est remportée par le Žalgiris Vilnius, qui conserve son titre de champion, le neuvième de son histoire, lors de l'avant-dernière journée. Ce succès permet de plus au club de réaliser le doublé après sa victoire en Coupe de Lituanie au mois d'octobre.
Le Žalgiris se qualifie ainsi pour le premier tour de qualification de la Ligue des champions 2022-2023. Le Sūduva Marijampolė, deuxième, est au deuxième tour de qualification de la Ligue Europa Conférence 2022-2023 tandis que  le Kauno Žalgiris et le FK Panevėžys, classés de la troisième à la quatrième place, obtiennent quant à eux une place pour le premier tour qualificatif de la Ligue Europa Conférence 2022-2023.

## Équipes participantes
À l'issue de la saison 2020 qui n'avait vue que six clubs prendre part au championnat, aucune de ces équipes n'est reléguée tandis que quatre clubs de la deuxième division sont promus pour faire passer le nombre participants à dix.
Légende des couleurs
- Premier tour de qualification de la Ligue des champions 2021-2022
- Deuxième tour de qualification de la Ligue Europa Conférence 2021-2022
- Premier tour de qualification de la Ligue Europa Conférence 2021-2022
- Promu de deuxième division 2020

| Club                 | Présent depuis | Classement 2020 |
| -------------------- | -------------- | --------------- |
| FK Žalgiris          | 2010           | 1er             |
| FK Sūduva            | 2002           | 2e              |
| FK Kauno Žalgiris    | 2015           | 3e              |
| FK Banga             | 2020           | 4e              |
| FK Panevėžys         | 2019           | 5e              |
| FK Riteriai          | 2014           | 6e              |
| FK Nevėžis           | 2021           | 1er (D2)        |
| FK Hegelmann Litauen | 2021           | 2e (D2)         |
| DFK Dainava          | 2021           | 4e (D2)         |
| FC Džiugas           | 2021           | 6e (D2)         |

## Règlement
Le classement est établi suivant le barème de points classique, une victoire valant trois points, un match nul un seul et une défaite aucun.
En cas d'égalité de points, les équipes concernées sont départagées par un barrage si le titre est en jeu. Sinon dans un premier temps départagées sur la base des résultats en confrontations directes (points, différence de buts, buts marqués, victoires remportées), suivi de la différence de buts générale, puis du nombre de buts marqués, du nombre de victoires remportées, du classement du fair-play (1 point par carton jaune et 4 points par carton rouge) et par un tirage au sort le cas échéant.

## Classement
| Rang | Équipe                  | Pts  | J  | G  | N  | P  | Bp | Bc | Diff |
| ---- | ----------------------- | ---- | -- | -- | -- | -- | -- | -- | ---- |
| 1    | FK Žalgiris Vilnius T C | 79   | 36 | 23 | 10 | 3  | 76 | 28 | +48  |
| 2    | FK Sūduva Marijampolė   | 70   | 36 | 21 | 7  | 8  | 64 | 33 | +31  |
| 3    | FK Kauno Žalgiris       | 63   | 36 | 18 | 9  | 9  | 55 | 39 | +16  |
| 4    | FK Panevėžys            | 60   | 36 | 16 | 12 | 8  | 55 | 40 | +15  |
| 5    | FK Hegelmann Litauen P  | 53   | 36 | 14 | 11 | 11 | 53 | 38 | +15  |
| 6    | FK Riteriai             | 46   | 36 | 10 | 16 | 10 | 49 | 37 | +12  |
| 7    | FK Banga Gargždai       | 36   | 36 | 10 | 6  | 20 | 40 | 71 | -31  |
| 8    | FC Džiugas Telšiai P    | 36   | 36 | 8  | 12 | 16 | 47 | 60 | -13  |
| 9    | DFK Dainava Alytus P    | 35-3 | 36 | 9  | 11 | 16 | 39 | 56 | -17  |
| 10   | FK Nevėžis Kėdainiai P  | 10   | 36 | 2  | 4  | 30 | 15 | 91 | -76  |

|  | Qualification pour le premier tour de qualification de la Ligue des champions 2022-2023      |
|  | Qualification pour le deuxième tour de qualification de la Ligue Europa Conférence 2022-2023 |
|  | Qualification pour le premier tour de qualification de la Ligue Europa Conférence 2022-2023  |
|  | Relégation en deuxième division                                                              |
|  | T' : Tenant du titre C : Vainqueur de la Coupe de Lituanie P : Promu de deuxième division    |

1. ↑  Avant le début de la saison, le Dainava Alytus ne parvient pas à remplir les critères nécessaires à l'obtention d'une licence de première division. Le club est malgré tout autorisé à participer à la compétition mais doit démarrer avec une pénalité de trois points[3].

| Résultats (▼dom., ►ext.)                                   | BAN | DAI | DZI | HEG | KAU | NEV | PAN | RIT | SUD | ZAL |
| FK Banga Gargždai                                          |     | 2-0 | 1-0 | 0-2 | 1-5 | 5-2 | 2-2 | 0-2 | 1-2 | 1-3 |
| DFK Dainava Alytus                                         | 3-1 |     | 1-1 | 1-2 | 0-1 | 0-2 | 1-3 | 1-1 | 1-1 | 2-4 |
| FC Džiugas Telšiai                                         | 1-1 | 2-3 |     | 2-1 | 1-1 | 3-0 | 0-2 | 1-4 | 2-1 | 0-3 |
| FK Hegelmann Litauen                                       | 0-1 | 0-1 | 1-1 |     | 2-3 | 2-0 | 0-0 | 2-0 | 0-1 | 2-1 |
| FK Kauno Žalgiris                                          | 1-0 | 1-0 | 1-0 | 2-2 |     | 5-0 | 1-2 | 2-1 | 1-0 | 0-1 |
| FK Nevėžis Kėdainiai                                       | 0-2 | 0-1 | 2-1 | 0-1 | 1-2 |     | 0-1 | 0-0 | 0-2 | 0-3 |
| FK Panevėžys                                               | 4-2 | 3-0 | 1-0 | 2-2 | 2-1 | 4-2 |     | 1-1 | 0-0 | 0-2 |
| FK Riteriai                                                | 3-0 | 2-2 | 1-1 | 1-3 | 1-2 | 4-0 | 2-0 |     | 1-1 | 1-1 |
| FK Sūduva Marijampolė                                      | 4-0 | 3-1 | 2-1 | 2-0 | 2-1 | 1-0 | 0-1 | 2-0 |     | 0-2 |
| FK Žalgiris Vilnius                                        | 2-0 | 5-1 | 2-2 | 2-0 | 2-2 | 2-0 | 1-0 | 2-0 | 1-2 |     |
| - Victoire à domicile - Match nul - Victoire à l'extérieur |     |     |     |     |     |     |     |     |     |     |

| Résultats (▼dom., ►ext.)                                   | BAN | DAI | DZI | HEG | KAU | NEV | PAN | RIT | SUD | ZAL |
| FK Banga Gargždai                                          |     | 1-1 | 2-1 | 1-4 | 2-3 | 3-1 | 2-1 | 1-1 | 0-2 | 0-3 |
| DFK Dainava Alytus                                         | 3-1 |     | 3-2 | 1-1 | 0-1 | 1-1 | 1-2 | 2-1 | 1-2 | 0-2 |
| FC Džiugas Telšiai                                         | 1-1 | 1-1 |     | 2-1 | 1-5 | 2-0 | 2-2 | 2-0 | 2-3 | 2-1 |
| FK Hegelmann Litauen                                       | 4-1 | 1-1 | 1-1 |     | 1-2 | 2-0 | 1-0 | 0-0 | 2-1 | 1-1 |
| FK Kauno Žalgiris                                          | 0-1 | 2-0 | 0-1 | 2-1 |     | 2-0 | 1-1 | 1-1 | 3-3 | 0-2 |
| FK Nevėžis Kėdainiai                                       | 0-3 | 0-1 | 1-1 | 0-6 | 1-1 |     | 1-3 | 0-6 | 0-3 | 1-3 |
| FK Panevėžys                                               | 3-1 | 0-0 | 2-2 | 2-2 | 4-0 | 3-0 |     | 0-2 | 1-1 | 1-1 |
| FK Riteriai                                                | 0-0 | 2-1 | 3-2 | 0-0 | 0-0 | 4-0 | 1-2 |     | 1-3 | 0-0 |
| FK Sūduva Marijampolė                                      | 4-0 | 0-1 | 3-1 | 1-2 | 2-0 | 2-0 | 3-0 | 1-1 |     | 2-2 |
| FK Žalgiris Vilnius                                        | 3-0 | 2-2 | 3-2 | 2-1 | 0-0 | 6-0 | 2-0 | 1-1 | 3-2 |     |
| - Victoire à domicile - Match nul - Victoire à l'extérieur |     |     |     |     |     |     |     |     |     |     |